# Minna Atherton
Minna Atherton (Auchenflower, 17 maggio 2000) è una nuotatrice australiana.
Il 27 ottobre 2019 a Budapest durante la quarta tappa dell'International swimming league stabilisce il nuovo record mondiale dei 100 dorso in vasca corta(54:89),diventando la prima donna della storia ad abbattere il muro dei 55 secondi in questa gara.

## Palmarès
- Mondiali

Gwangju 2019: oro nella 4x100m misti mista, argento nei 100m dorso e nella 4×100m misti.
- Mondiali in vasca corta

Hangzhou 2018: bronzo nei 100m dorso, nella 4×50m sl e nella 4×200m sl.
- Mondiali giovanili

Singapore 2015: oro nei 100m dorso, nei 200m dorso e nella 4×100m sl, argento nei 50m dorso, nella 4×100m misti e nella 4×100m misti mista.